# Горбылёк

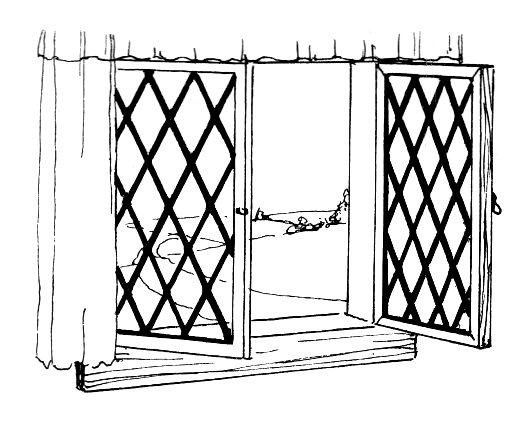
Расположенные по диагонали средники (выделены чёрным) разделяют ромбовидные куски стекла

Горбылёк (также сре́дник) — деталь, разделяющая остекление оконного переплёта на части. В деревянном переплёте представляет собой профилированный деревянный брусок, в зависимости от материала рамы используются также пластиковые и металлические горбыльки.
Ширина горбылька менялась со временем, иногда доходя до 3-3,5 сантиметров. К обвязке рамы горбылёк крепится с помощью шипов. Горбылёк применяется архитекторами для индивидуализации окон и придания им характера; после появления листового стекла, сделавшего горбыльки в принципе необязательными, для изменения вида окон применяются «ложные» горбыльки-имитации.
Горбылёк изготавливается на специализированных фрезерных станках.